# Iwan Fomitsch Jelagin
Iwan Fomitsch Jelagin (russisch Иван Фомич Елагин; * 1709; † 10. Märzjul. / 21. März 1766greg. in Riga) war ein russischer Marine-Offizier und Forschungsreisender.

## Leben
Jelagin stammte aus einer kleinadligen Familie des Ujesd Pleskau. Er begann 1721 in St. Petersburg seine Ausbildung in der Akademie der Marinegarde. Ab 1726 durchlief er die praktische Ausbildung in der Ruderflotte. Bis 1729 fuhr er als Steuermann-Lehrling auf Linienschiffen des Kronstädter Geschwaders. Darauf diente er in Astrachan. Im Mai 1739 wurde er zum Mitschman befördert. 1731 kehrte er nach St. Petersburg zurück und diente wieder im Kronstädter Geschwader.
Im April 1733 wurde Jelagin auf eigenen Wunsch und Empfehlung Alexei Tschirikows in dessen Kommando in der Zweiten Kamtschatkaexpedition abgeordnet und zum Steuermann befördert. Dieses Kommando mit dem Leiter der Zweiten Kamtschatkaexpedition Vitus Bering sollte Sibirien durchqueren und dann den Norden Nordamerikas erforschen. Anfang 1734 verließ das Kommando Tobolsk, um dann in Jakutsk drei Jahre lang Vorräte für die weitere Expedition zu beschaffen. Hier und später wurde Bering von den örtlichen Behörden nicht unterstützt. Um nach Ochotsk zu kommen, dokumentierte Jelagin den Verlauf des Flusses Urak und führte die Schifffahrt auf dem Fluss durch.
Im September 1739 fuhren Jelagin und Wassili Chmetewski auf Befehl Berings mit einem Handelsschiff von Ochotsk nach Bolscherezk (jetzt Ust-Bolscherezk) an der Bolschaja-Mündung an der Südwest-Küste Kamtschatkas. Jelagin sollte die Küste Kamtschatkas dokumentieren, sodass er mit dem Gardemarin Johann Sind auf dem Landweg von der Bolschaja-Mündung zum Kap Lopatka marschierte und im Frühjahr 1740 die Awatscha-Bucht erreichte. Er erkundete die Bucht und wählte den günstigsten Ort für einen Hafen für Linienschiffe aus. Er dokumentierte alles und erstellte eine Karte. Zimmerer aus Bolscherezk errichteten im Sommer 1740 am Hafenufer fünf Wohnhäuser, drei Kasernen und drei Getreidespeicher. Im Juni dieses Jahres waren in Ochotsk die Dreimast-Paketschiffe St. Peter und St. Paul von Stapel gelaufen. Per Boot vermaß Jelagin die Küste von der Bolschaja-Mündung bis zur Awatscha-Bucht, bestimmte die Wassertiefen und identifizierte die Wasserstraße zum Hafen in der Awatscha-Bucht für die Paketschiffe. Auch kartierte er den Vulkan Awatschinskaja Sopka und vier weitere Vulkane. Im Juni 1740 begann Jelagin mit einem Kommando den Bau von Lagerhäusern und Wohnhäusern am Nordufer der Niakina-Bucht in der Awatscha-Bucht am Itelmenen-Lager Auschina. Damit gründete er eine neue russische Siedlung, die die Stadt Petropawlowsk-Kamtschatski wurde. Im Oktober 1740 kamen die Paketschiffe St. Paul unter dem Kommando Tschirikows und St. Peter unter dem Kommando Berings in die Awatscha-Bucht.
Unter dem Kommando Tschirikows fuhr Jelagin 1741 in den Nordwesten Nordamerikas, dessen Name Alaska unbekannt war. Jelagin war an der Entdeckung von Teilen der Eliaskette, der Kenai-Halbinsel und der Inseln Afognak, Kodiak und vier Inseln der Aleuten beteiligt. Auf der Rückfahrt starben die Leutnants Iwan Tschichatschow und M. G. Plautin und der Steuermann A. M. Dememtjew an Skorbut, während Tschirikow schwer erkrankte. Trotz eigenen Unwohlseins brachte Jelagin die St. Paul sicher nach Kamtschatka zurück. Nach der Überwinterung fuhr jelagin unter Tschirikow 1742 wieder nach Osten. Sie entdeckten die Kommandeurinseln nach Bering, der dort 1741 nach Schiffbruch gestorben war. Ende 1742 stellte Jelagin in St. Petersburg dem Präsidenten des Admiralitätskollegiums Nikolai Golowin den Bericht Tschirikows vor, der die erste Dokumentation der Küsten Nordwest-Amerikas war. Tschirikow empfahl dem Admiralitätskollegium, Jelagin aufgrund seiner Verdienste 1741 direkt zum Marine-Leutnant zu befördern.
Jelagin wurde im Januar 1743 zum Leutnant befördert (mit Wirkung auf das Dienstalter zum Dezember 1741) und mangels einer freien Stelle zunächst in St. Petersburg erstmals beurlaubt. Im Mai 1743 trat er seinen Dienst auf der Yacht Elisabeth an. Im Oktober 1751 wurde er zum Kapitänleutnant befördert und zur Galeerenflotte versetzt. Bis 1752 diente er auf der Ostsee und in Archangelsk. Dann wurde er Berater in der Admiralität, aber er erkrankte und wurde beurlaubt. Im Dezember 1754 wurde er nach Saratow versetzt, wo er bis 1757 mit Salztransporten beschäftigt war. Im Februar 1758 wurde er zum Kapitän 2. Ranges befördert und zur Linienschiffflotte versetzt. Im April 1762 wurde er als Kapitän 1. Ranges Kommandant des Hafens von Riga.
Nach Jelagin wurden ein Kap der Lissjanski-Halbinsel am Ochotskischen Meer und eine Straße in Petropawlowsk-Kamtschatski benannt.